# ローラ・T500
ローラ・T500 (Lola T500) は、ローラが設計・製造したオープンホイールレーシングカーである。1978年、1979年、1980年のUSAC チャンピオンシップで使用された。840 hp (630 kW) 発生するフォード・コスワース DFXを搭載していた。生産数はわずか5台だった。1978年にアル・アンサーがインディアナポリス500を含むシーズン3勝を記録した。